# Лесман, Моисей Семёнович
Моисей Семенович Лесман (1902, Екатеринослав — 1985, Ленинград) — музыкант, пианист, библиофил-коллекционер.

## Биография
Родился 14 ноября (по старому стилю) 1902 года в Екатеринославе, в семье инженера-химика Семёна Моисеевича (Шимона Мовшевича) Лесмана (1869—?) и Брайны Абрам-Мордуховны Лесман (в девичестве Златин, 1883—?), дочери екатеринославского купца; родители заключили брак там же 27 декабря 1901 года.
В 1930 году окончил Ленинградскую консерваторию. С 1930-х — член секции библиофилов и экслибрисистов Ленинградского общества коллекционеров, секции книги и графики Ленинградского Дома ученых. С 1970 года — член Ленинградской городской секции библиофилов. В 1920-30-е собрал две библиотеки, основу которых составили прижизненные издания русских поэтов конца XIX — начала XX века, поэтические сборники, рукописи. Обе библиотеки погибли во время блокады, удалось спасти лишь рукописи, которые были вывезены из осаждённого Ленинграда. С 1946 года Лесманом собиралась третья библиотека, составившая впоследствии более 11 тысяч томов. Часть её после кончины коллекционера поступила в Музей Анны Ахматовой в Ленинграде.
Похоронен на Преображенском еврейском кладбище.